# George Schnéevoigt
Pour le chef d'orchestre finlandais, voir Georg Schnéevoigt.
George Schnéevoigt, né à Copenhague, au Danemark, le 23 décembre 1893 et mort à Copenhague le 6 février 1961 , est un réalisateur, photographe et acteur de cinéma danois.

## Biographie
George Schnéevoigt est le fils de l'artiste Hermann Friedrich Fischer et de la photographe d'art Siri Alina Schnéevoigt.
En 1943, il abandonne son nom d'origine, Fritz Ernst Georg Fischer, et adopte le nom de sa mère.
Photographe en Allemagne, en 1912, il travaille également avec Max Reinhardt. Il épousera, à Berlin, l'actrice et danseuse Tilly von Kaulbach.
Revenu au Danemark, il s'impose comme un opérateur de grand talent à la Nordisk Film (Danemark), puis à la Svensk Filmindustrie (Suède) et, enfin, auprès de l'UFA (Allemagne). À ce titre, il collabore avec Carl Theodor Dreyer pour La Quatrième Alliance de Dame Marguerite, Pages arrachées au livre de Satan, Il était une fois... et Le Maître du logis, entre 1920 et 1925.
Passé à la mise en scène, il tourne au Groenland une coproduction entre la Norvège et le Danemark, Eskimo, en 1930.
Il réalise, en outre, plusieurs films danois jusqu'au début des années 1940.

## Filmographie
Comme réalisateur
- 1929 : Laila (Lajla)
- 1930 : Eskimo
- 1931 : Hotel Paradis (1931)
- 1931 : Le Pasteur de Veljlby (Praesten i Veljlby)
- 1932 : Église et orgue (Kirke og orgel)
- 1932 : Tretten år
- 1932 : Odds 777
- 1933 : Nyhavn 17
- 1933 : Tango
- 1933 : De blaa drenge
- 1933 : Kobberbryllup
- 1934 : Lynet
- 1934 : Nøddebo Præstegård
- 1934 : Rasmines bryllup
- 1935 : Hors-la-loi (Fredløs)
- 1936 : Sjette trækning
- 1937 : Laila (Lajla, déjà réalisé en version muette en 1929)
- 1938 : Champagnegaloppen
- 1939 : Cirkus
- 1940 : J'ai aimé et j'ai vécu (Jeg har elsket og levet)
- 1942 : Tordenskjold défend le pays (Tordenskjold gär i land)
- 1942 : Alle mand på dæk

Comme directeur de la photographie
- 1919 : Pages arrachées au livre de Satan (Blade af Satans bog) de Carl Theodor Dreyer
- 1920 : La Quatrième Alliance de Dame Marguerite (Prästänkan) de Carl Theodor Dreyer
- 1922 : Il était une fois (Der Var engang) de Carl Theodor Dreyer
- 1925 : Le Maître du logis (Du skal aere din hustru) de Carl Theodor Dreyer

Comme acteur
- 1914 : Stærkere end dynamit
- 1913 : En Gartnerdreng søges
- 1913 : Skyggedanserinden